# Parc national de Forillon

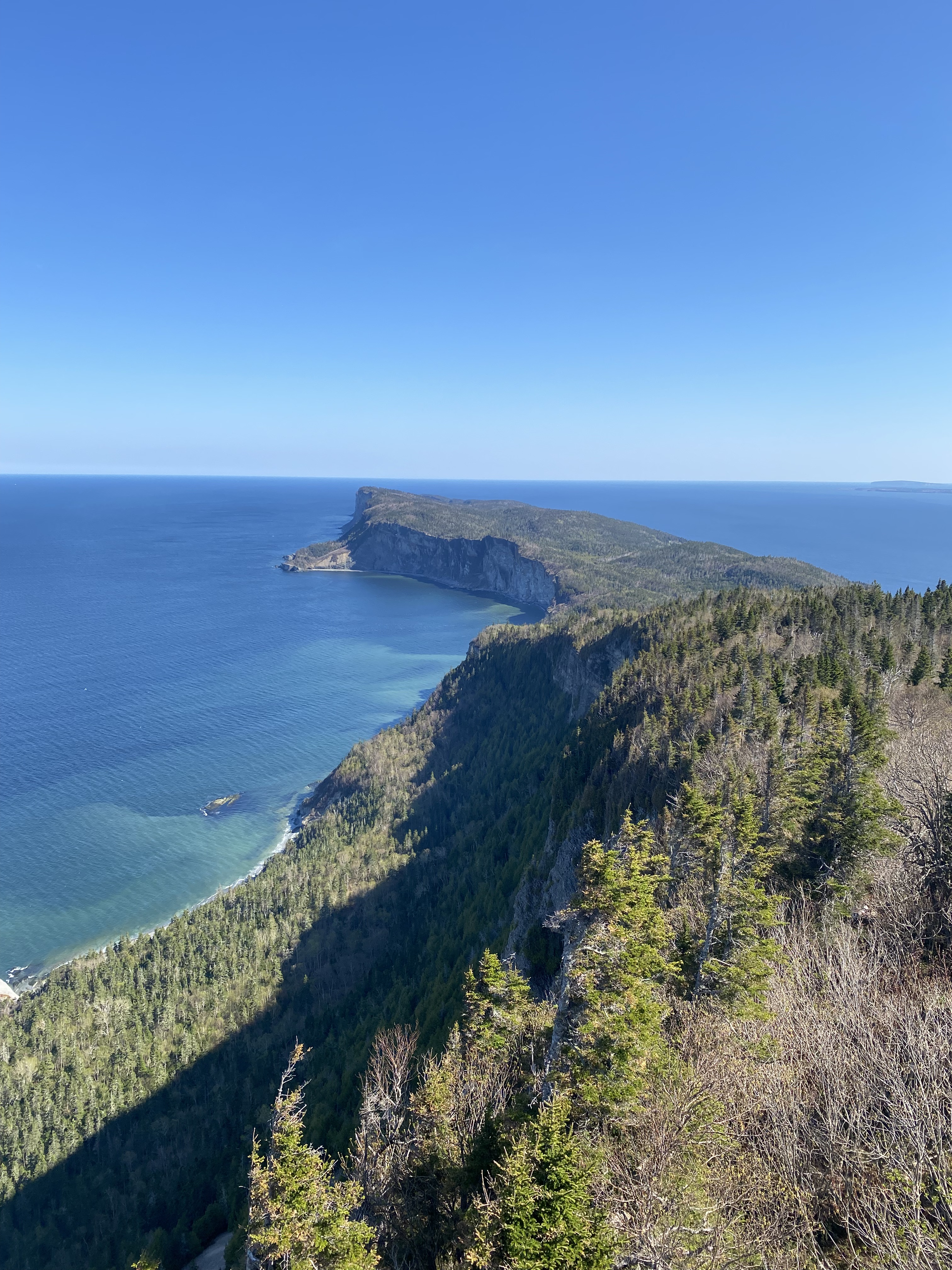
Vue de l'ascension du Cap Bon-Ami, Parc National de Forillon

Le parc national Forillon est un parc national du Canada de 244,8 km2 situé dans la région de la Gaspésie au Québec. Le parc comprend des forêts, une côte maritime, des marais salants, des dunes, des falaises, une plage ainsi que l'extrémité nord des Appalaches québécoises. Le parc a été créé en 1970 dans le but de protéger un élément représentatif des monts Notre-Dame.

## Toponymie
Le nom du parc national Forillon provient du nom de la presqu'île et la péninsule de Forillon, toutes deux dans le parc. Le nom « Forillon » provient des débuts de la colonie, une des premières mentions est faite en 1626 par Samuel de Champlain qui écrit que « une lieue du Cap de Gaspey, est un petit rocher que l'on nomme le forillon, éloigné de la terre d'un jet de pierre ». Forillon serait une déformation du portugais farilhom lui-même emprunté de l'italien faraglioni les deux signifiant « rocher » ou « écueil dans la mer ».

## Histoire
La création du parc en 1970 a été précédée par la fermeture de villages et le déplacement par l'expropriation de 225 familles qui résidaient dans les limites du secteur proposé. Les maisons furent démolies et/ou brulées, souvent en présence de leurs propriétaires qui les avaient habitées pendant des décennies. En 2010, après 40 ans, les expropriés survivants n'ont enfin plus à payer un droit de passage à un kiosque de Parcs Canada pour fouler les terres qui les ont vus naître. Plusieurs fondations de maisons démolies restent aujourd'hui cachées dans les broussailles de plusieurs sections du parc. Cependant, certaines zones du secteur sud du parc relatent les activités humaines qui ont eu cours à Forillon avant que le territoire ne soit écologiquement protégé.[réf. souhaitée]

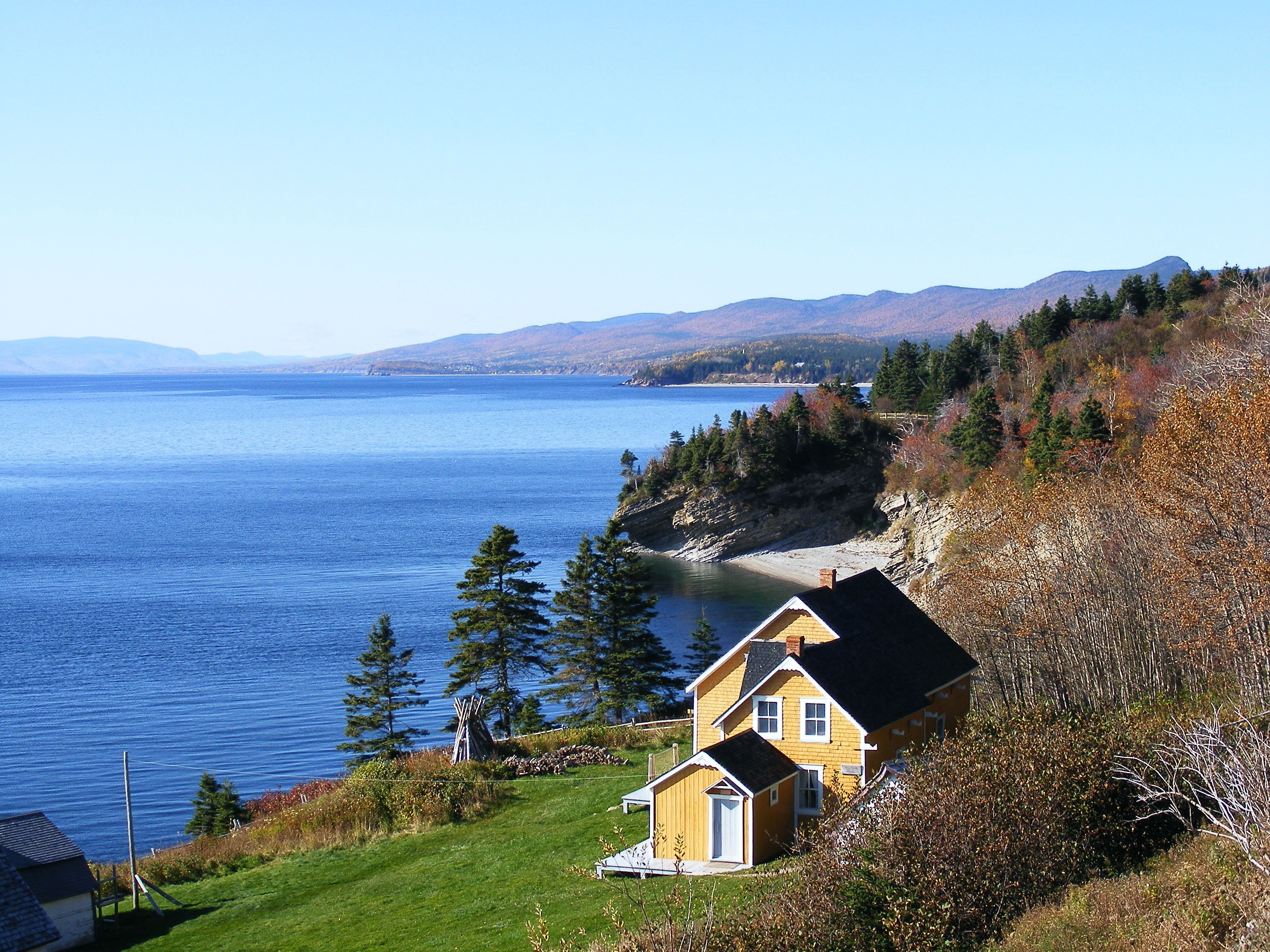
Ancienne maison de pêcheur du parc national.

Des activités d'interprétation nous invitent ainsi à en apprendre davantage sur les activités humaines sur la péninsule de Forillon. La visite du Magasin Hyman et des expositions attenantes, ou encore lors de la randonnée intitulée Une Tournée dans les Parages, qui nous fait côtoyer maisons, champs, installations agricoles et commerciales du début du XXe siècle, permettent de saisir que Forillon a déjà été habité par des communautés.
Forillon abrite aussi le Fort Péninsule, situé près de la péninsule de Penouille, une avancée de terre dans la baie de Gaspé. L'endroit a été aménagé et fortifié lors de la Seconde Guerre mondiale pour former, avec le Fort Prével, situé du côté opposé de la baie de Gaspé, un système de défense contre les sous-marins allemands. On prévoyait en effet qu'advenant la prise de l'Angleterre par les nazis, la flotte de navires britanniques allait se réfugier dans la baie de Gaspé. Elle aurait été ainsi protégée par les deux forts sus-mentionnés et par un filet anti sous-marins jadis installé.

## Géographie
Le parc national de Forillon est un parc de 244,8 km2 située à l'extrémité nord-est de la péninsule de la Gaspésie au nord de la ville de Gaspé. Le parc comprend la péninsule de Forillon ainsi que la presqu'île de Forillon, qui sont situées entre la baie de Gaspé et le détroit d'Honguedo (fleuve Saint-Laurent).
Le parc est entièrement situé dans la ville de Gaspé, elle-même située dans la municipalité régionale de comté de La Côte-de-Gaspé et la région de la Gaspésie–Îles-de-la-Madeleine. Le parc est accessible par la route 132 et est situé à 700 km à l'est de la ville de Québec et à 350 km de la frontière du Nouveau-Brunswick.

### Géologie et relief

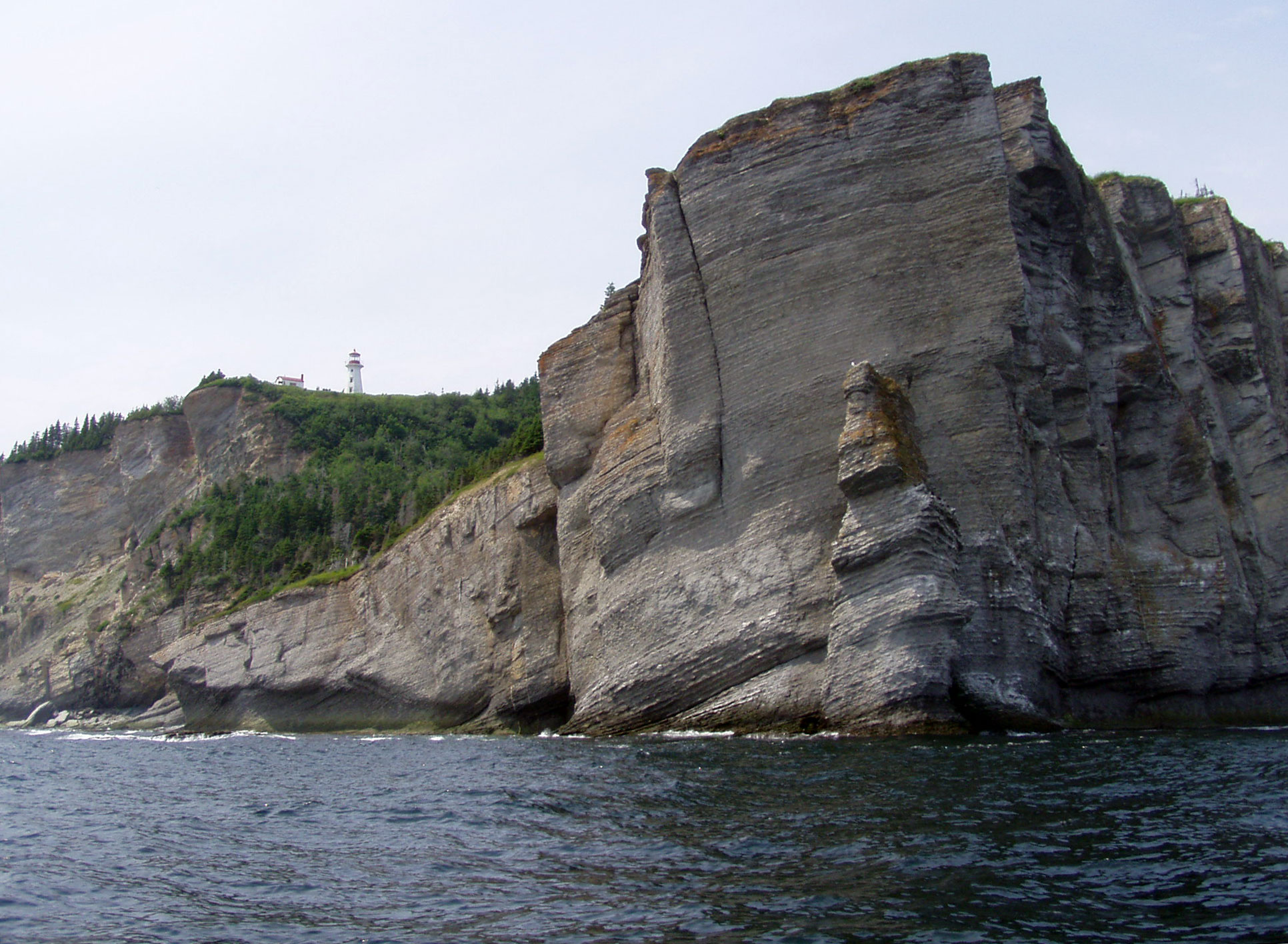
Formation rocheuse appelée « Le Vieux » et phare de Cap Gaspé

On retrouve dans le parc 10 formations géologiques superposées en bande, ce qui est un phénomène rare. Les roches de Forillon sont composées de calcaires, de grès et de mudstones provenant de sédiments marins datant de l'Ordovicien (444 à 488 millions d'années), du Silurien (444 à 416 millions d'années) et du Dévonien (416 à 359 millions d'années) qui ont été soulevés lors de l'orogenèse acadienne qui ont formé les Appalaches. Dans le sud du parc, les roches ont pris une inclinaison de 20 à 30 degrés vers la baie de Gaspé, pour se terminer abruptement au centre du parc. Le nord du parc est quant à lui un mélange chaotique de trois formations distinctes.

## Patrimoine naturel
Il y a deux zones importantes pour la conservation des oiseaux (ZICO) qui adossent le parc, soit la presqu'île de Forillon et la baie de Gaspé.

### Flore

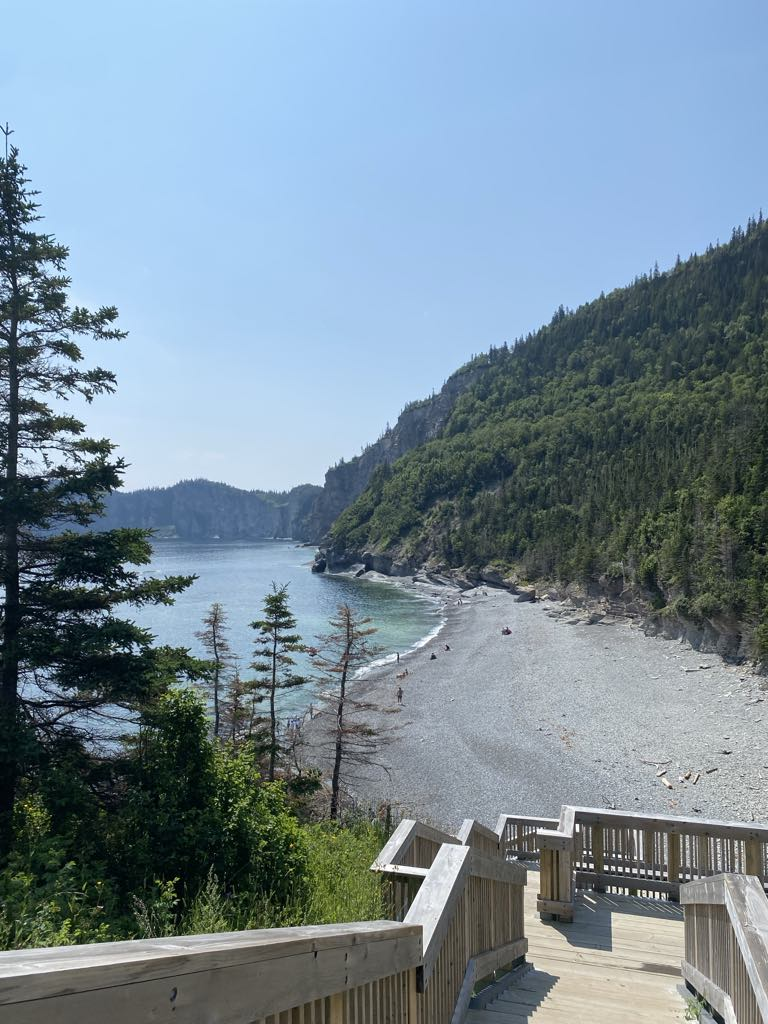
Plage du Parc national de Forillon

On retrouve 696 espèces végétales dans le parc national. La forêt recouvre 95 % du parc qui est divisé en 63 regroupements végétaux distincts. La sapinière à Bouleau blanc (Abies balsamea et Betula papyrifera) et l'érablière à Bouleau jaune (Acer saccharum et Betula alleghaniensis) sont les regroupements les plus fréquents du parc. Le parc possède aussi l'une des forêts de Chêne rouge (Quercus rubra), qui est située à la limite nord de sa distribution.
Le parc possède aussi un grand nombre de plantes à affinité alpine ou arctique. On y retrouve 115 espèces qui seraient un reliquat de la glaciation du Wisconsin. Le climat exposé aux intempéries du sommet et sur les falaises calcaire de la presqu'île de Forillon leur sert d'habitat.

### Faune

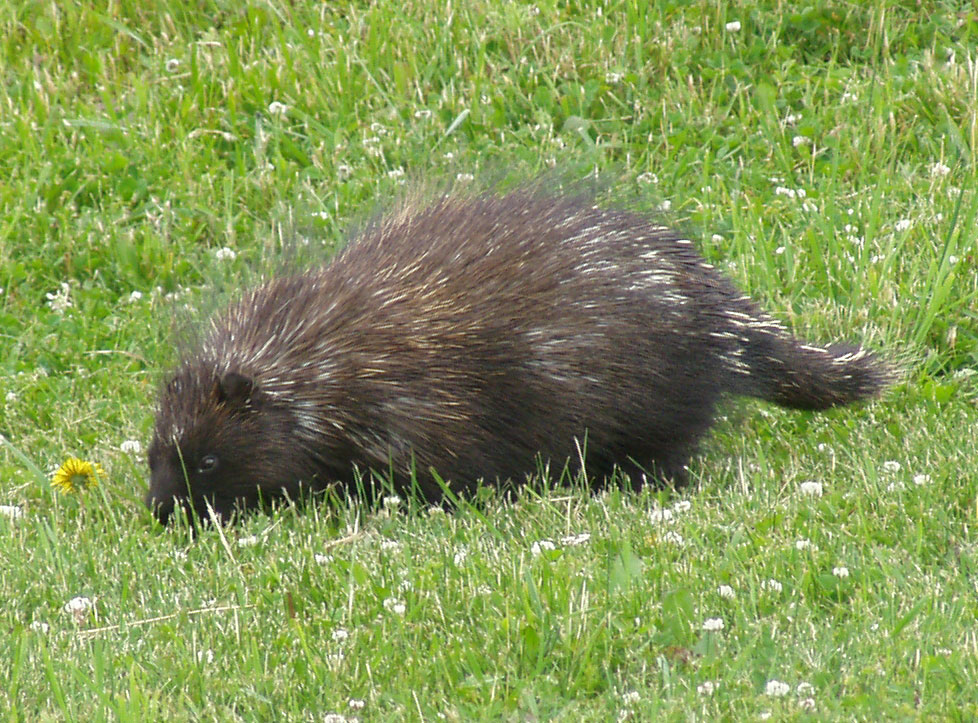
Porc-épic d'Amérique

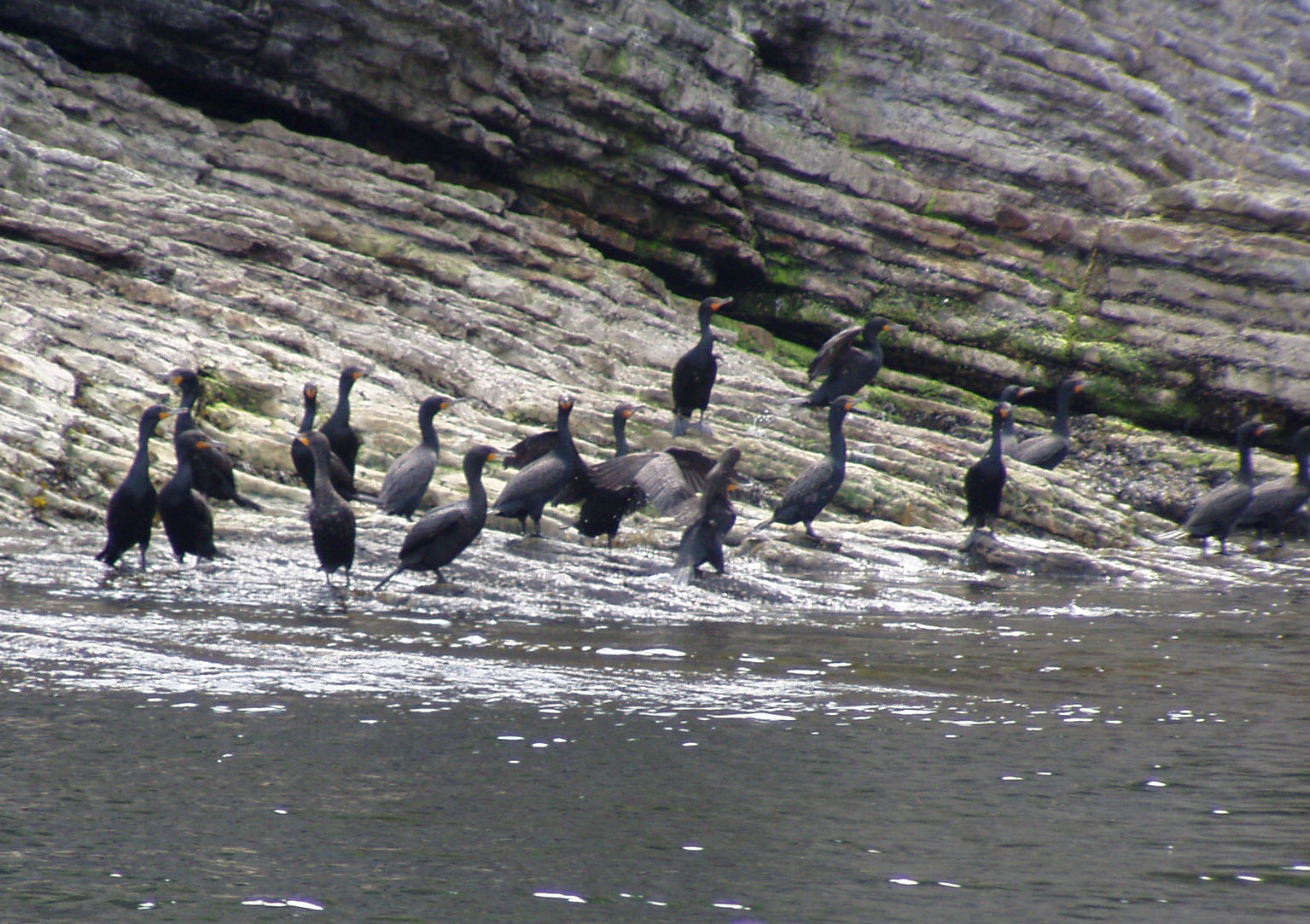
Groupe de Cormoran à aigrettes

On retrouve dans le parc la plupart des espèces de mammifères de la forêt boréale. Les plus imposants sont sans conteste l'Orignal (Alces alces) et l'Ours noir (Ursus americanus). Parmi les petits mammifères, on retrouve le Castor du Canada (Castor canadensis), le Renard roux (Vulpes vulpes), le Coyote (Canis latrans), le Lynx du Canada (Lynx canadensis), le Lièvre d'Amérique (Lepus americanus), le Porc-épic d'Amérique (Erethizon dorsatum), la Marmotte commune (Marmota monax), le Vison d'Amérique (Neovison vison), l'Hermine (Mustela erminea), le Tamia rayé (Tamias striatus) et l'Écureuil roux (Tamiasciurus hudsonicus). Le parc est aussi fréquenté par plusieurs mammifères marins. On y retrouve entre autres le Phoque commun (Phoca vitulina) et le Phoque gris (Halichoerus grypus) qui fréquentent les côtes pour se reposer et se reproduire. Parmi les cétacés on peut apercevoir le Rorqual bleu (Balaenoptera musculus), le Marsouin commun (Phocoena phocoena), le Rorqual commun (Balaenoptera physalus) et le Globicéphale noir (Globicephala melas) qui fréquentent les eaux autour du parc pour s'y nourrir.
On retrouve dans le parc 225 espèces d'oiseaux dont 124 y nichent. Parmi les oiseaux marins, on retrouve le Cormoran à aigrettes (Phalacrocorax auritus), le Guillemot à miroir (Cepphus grylle), la Mouette tridactyle (Rissa tridactyla), le Petit Pingouin (Alca torda), le Grand Héron (Ardea herodias), la Sterne pierregarin (Sterna hirundo) et de nombreuses espèces de goélands. On retrouve aussi plusieurs espèces qui fréquentent les forêts, dont les bruants, les parulines, les geais, les pics et les grives. Il y a 26 espèces d'oiseaux de proie qui fréquentent le parc, les plus courants étant la Buse pattue (Buteo lagopus), le Busard Saint-Martin (Circus cyaneus) et la Crécerelle d'Amérique (Falco sparverius).
Outre ses espèces, les falaises de la presqu'île de Forillon sont reconnues comme un site de nidification important de l'Arlequin plongeur (Histrionicus histrionicus) Le site comprendrait 6,7 % de la population de l'est de l'Amérique du Nord. Le site est aussi l'hôte de 2 % des Mouettes tridactyles de l'Amérique du Nord. La baie de Gaspé est quant à elle reconnue comme étant une importante aire d'hivernage de l'Harelde kakawi (Clangula hyemalis) et du Garrot d'Islande (Bucephala islandica). La baie est aussi fréquenté l'été par 1 % de la population nord-américaine de la Bernache cravant (Branta bernicla). Le parc possède deux héronnières importantes, l'une de Grand Héron à Penouille et l'autre de Bihoreau gris (Nycticorax nycticorax) à L'Anse-aux-Amérindiens.

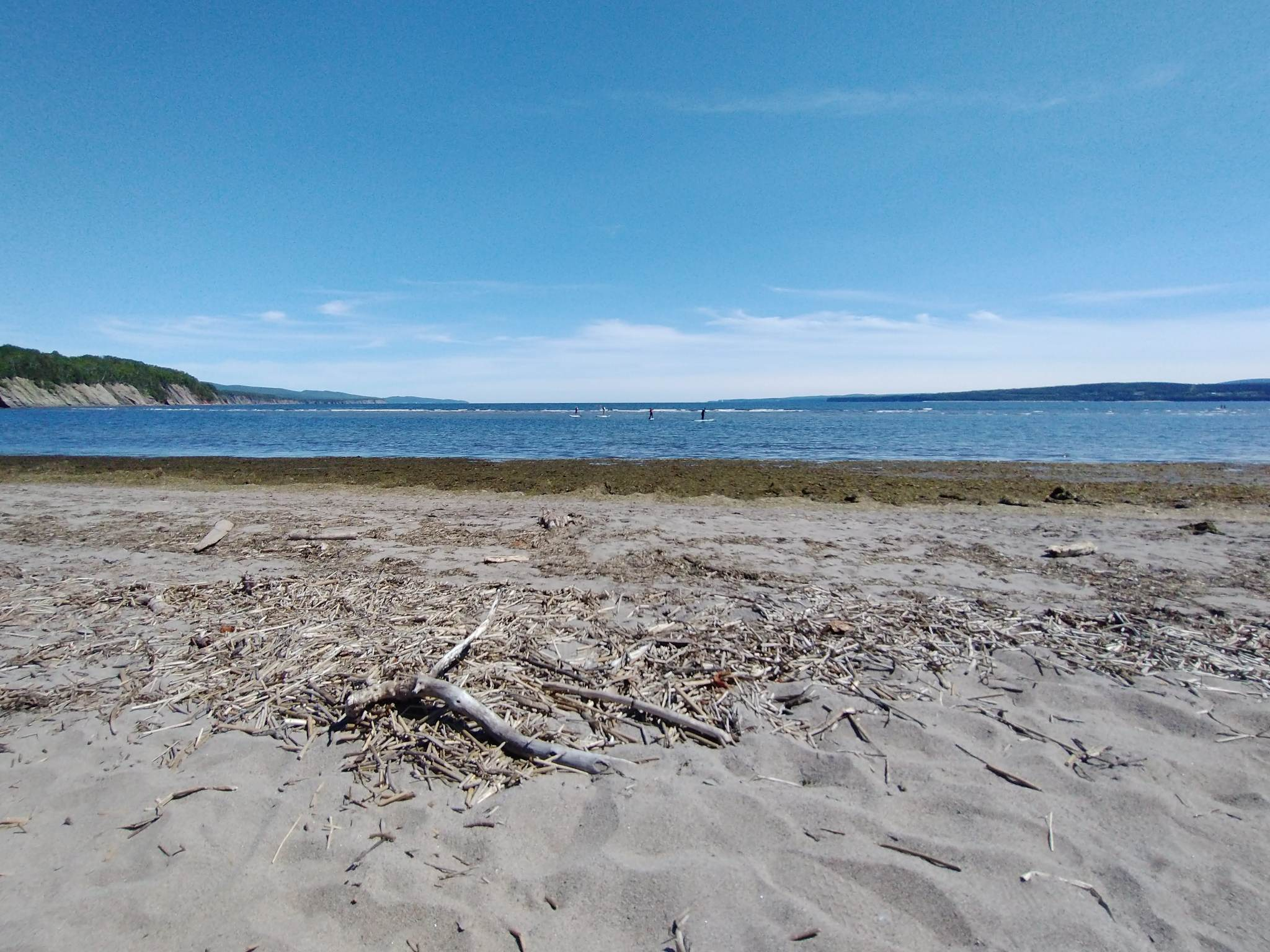
Plage de Penouille

## Activités
- Été, automne : randonnée pédestre, vélo, baignade, observation des mammifères marins, croisière aux baleines, kayak de mer, pêche sur le quai, plongée sous-marine et en apnée, planche à pagaie, etc. Activités éducatives avec ou sans interprète (personnel saisonnier du parc)
- Hiver : ski de fond, raquette.

## Galerie

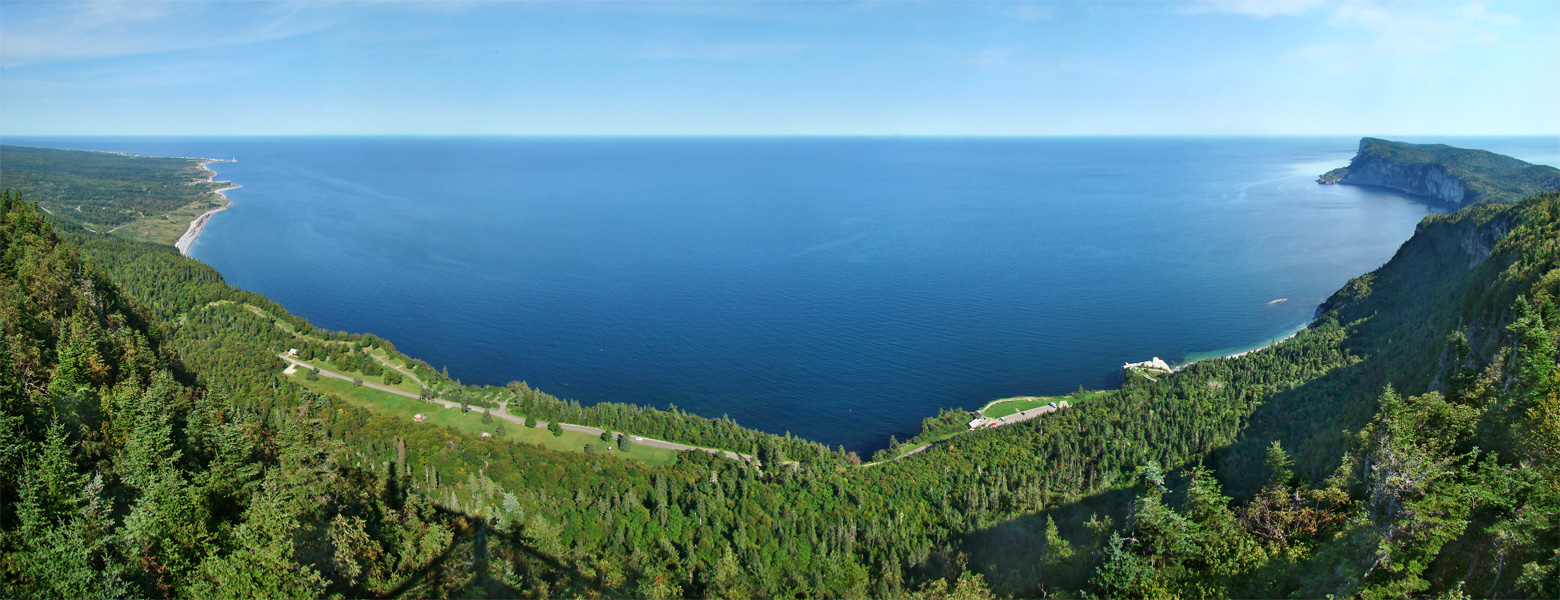
Vue panoramique depuis le mont Saint-Alban
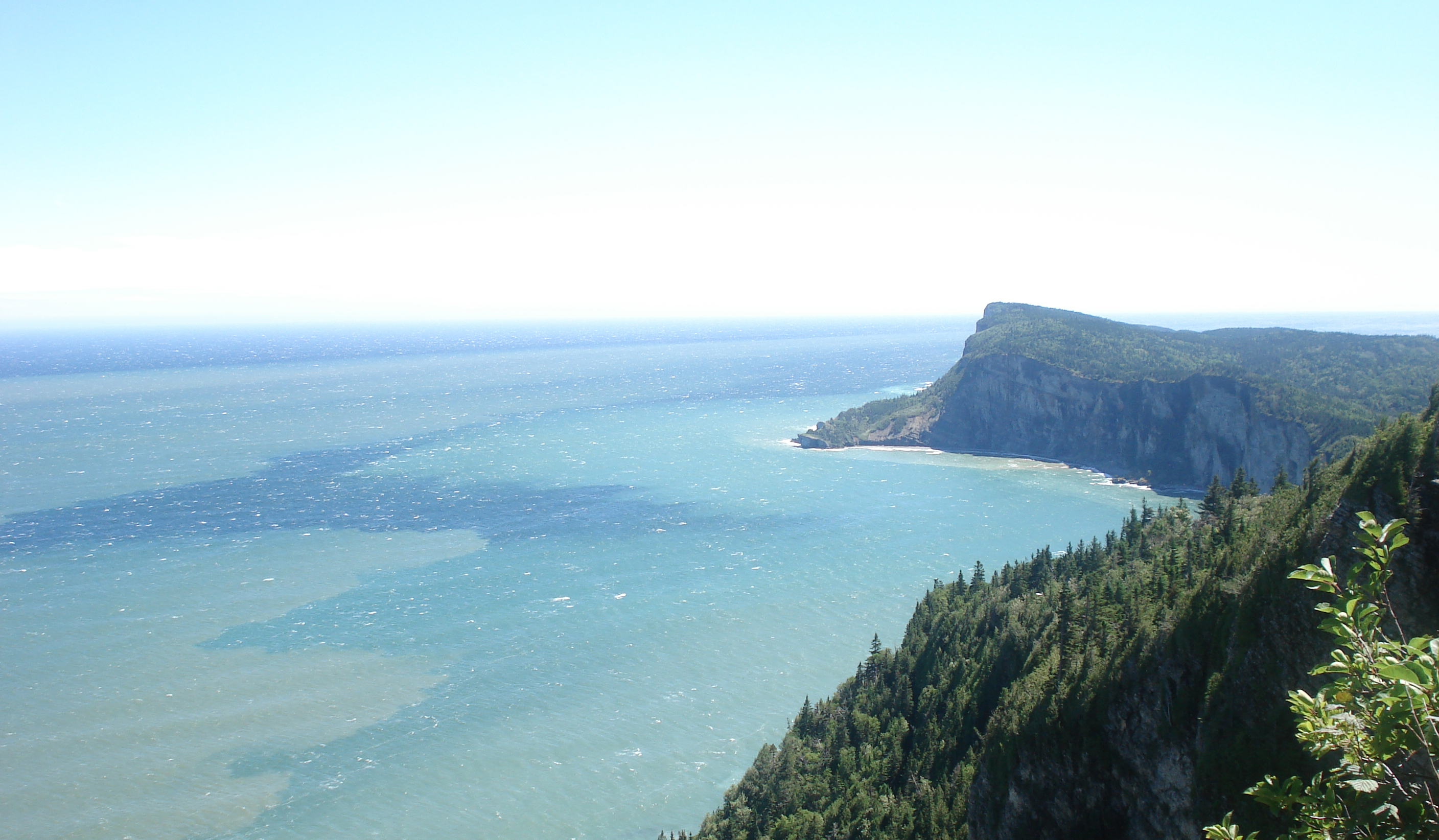
Péninsule de Forillon par temps ensoleillé
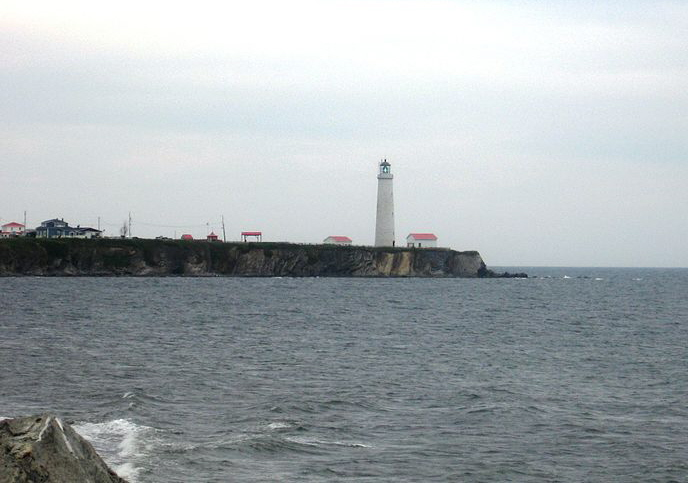
Plus haut phare au Canada dans le parc national de Forillon
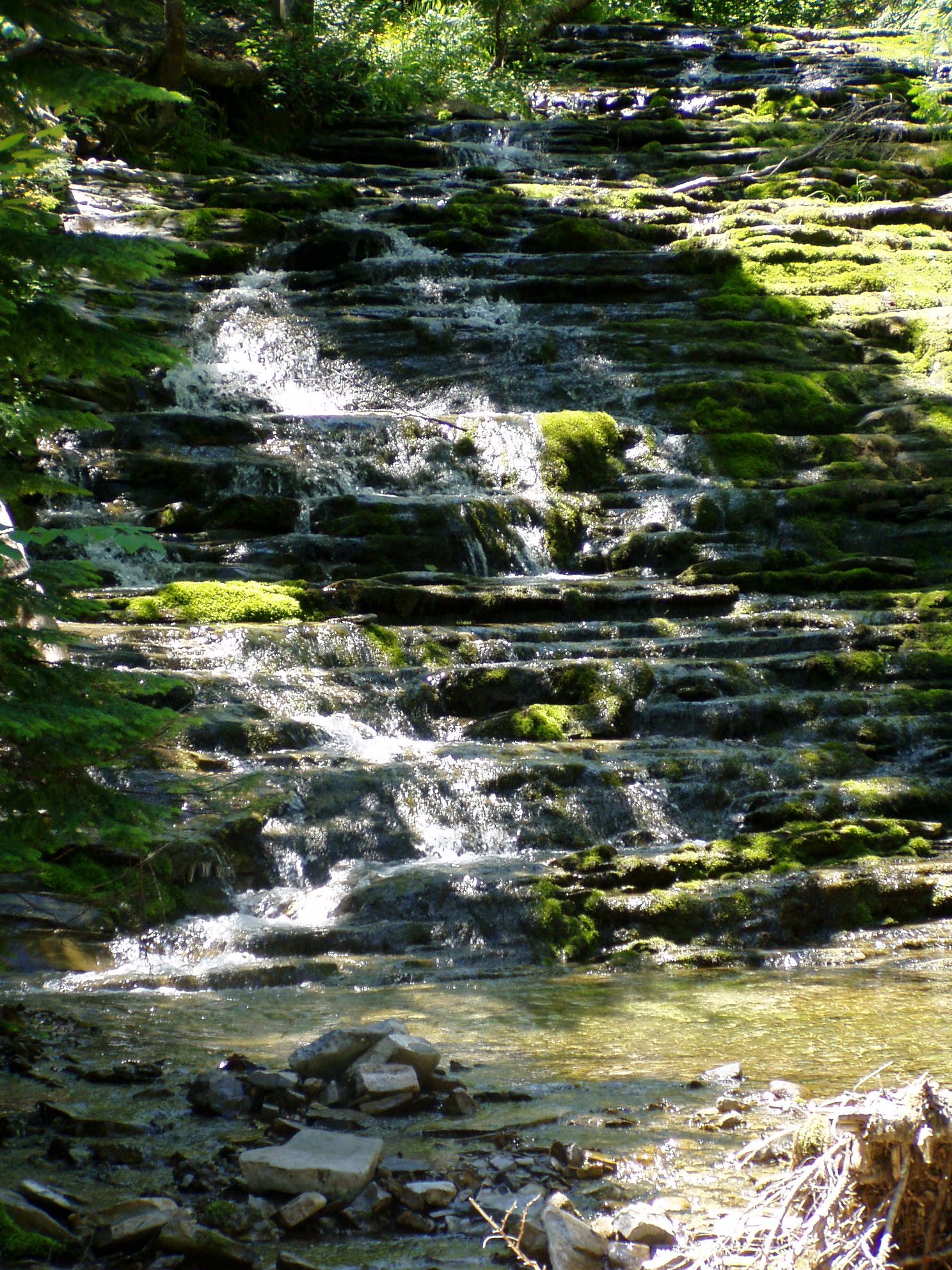
Cascade en escalier bordant le sentier de randonnée « La Chute »
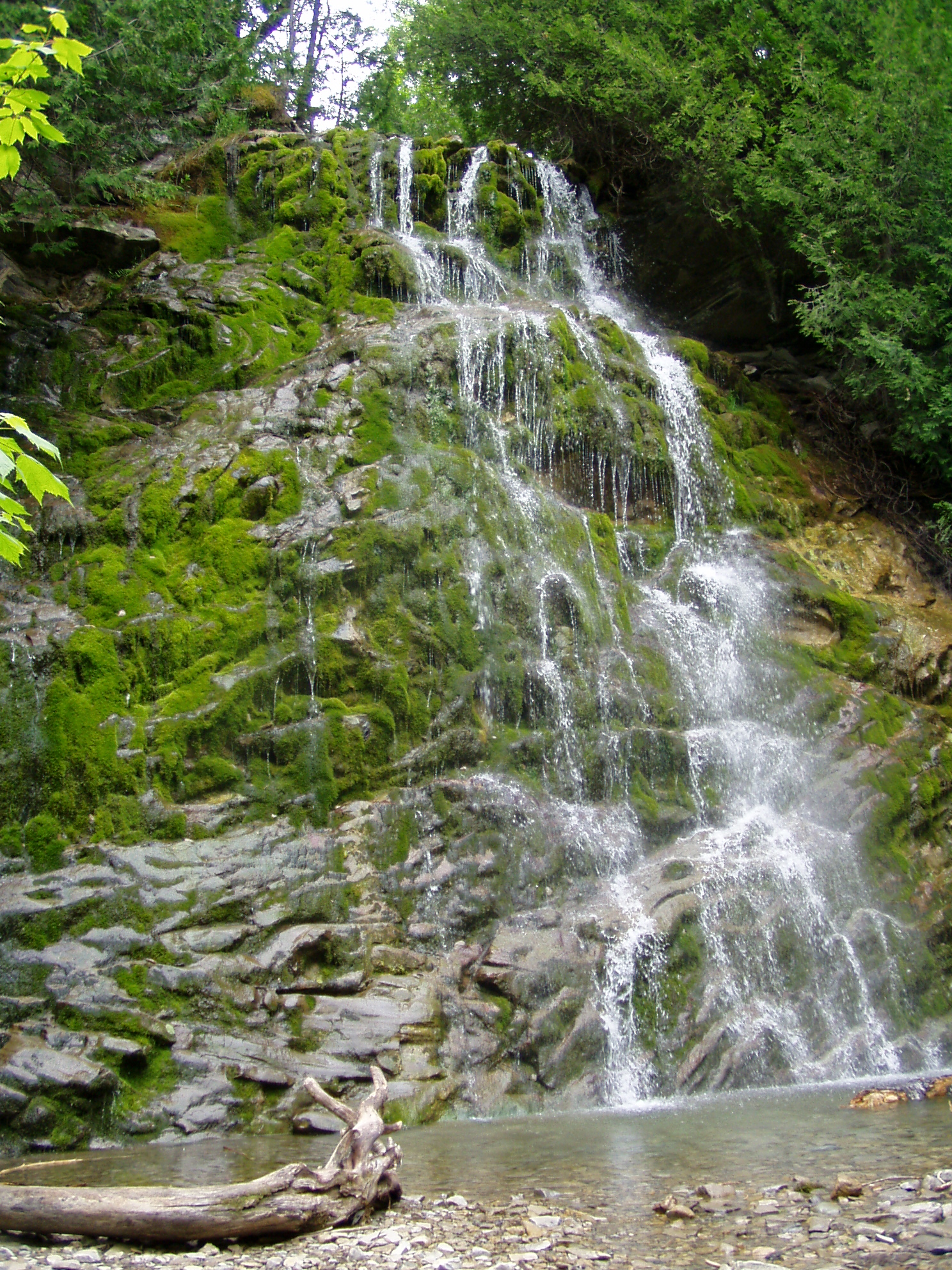
Chute qui donne son nom au sentier de randonnée « La Chute »
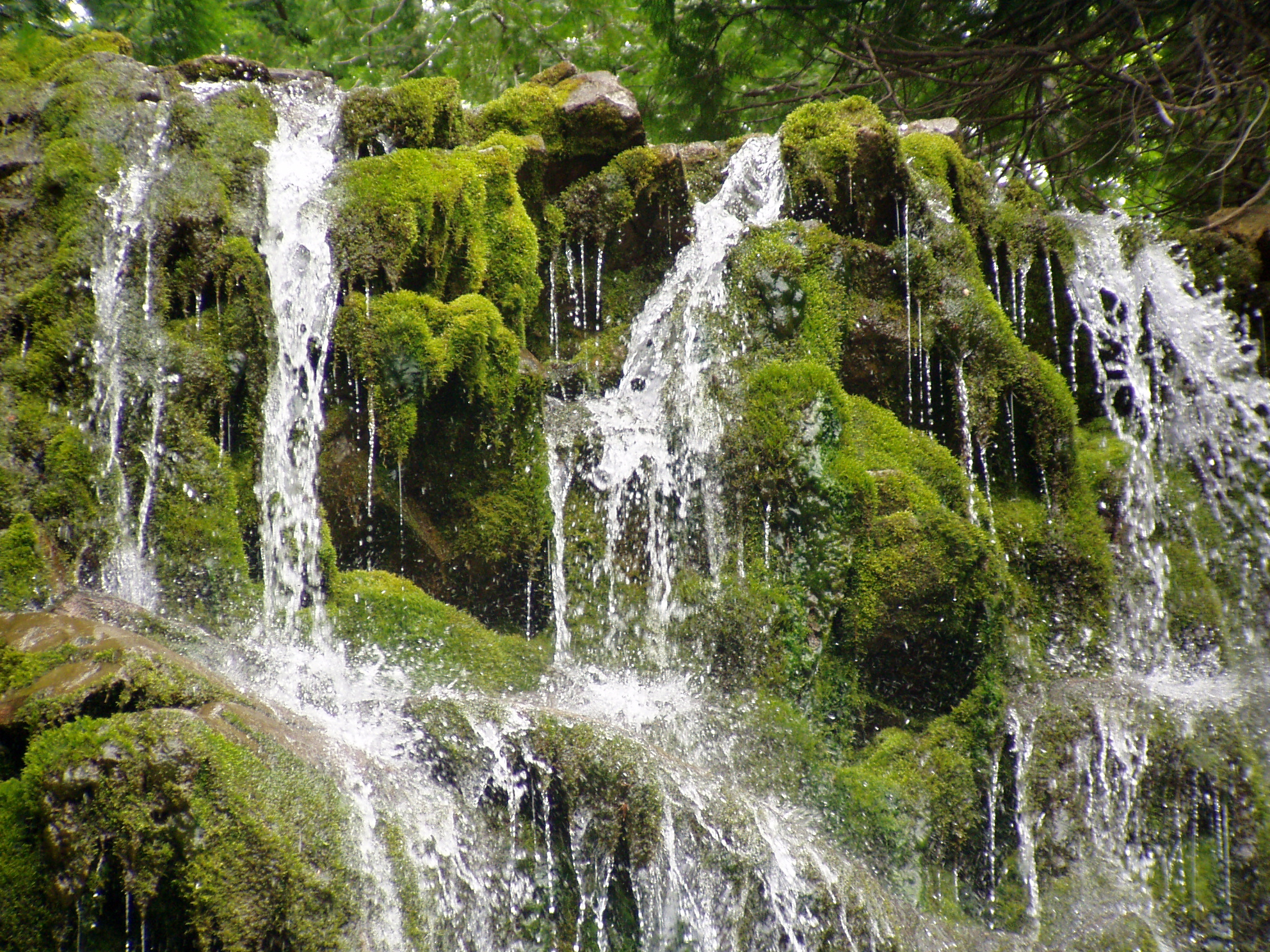
Gros plan de l'eau ruisselant sur la mousse sur le sentier de randonnée « La Chute »
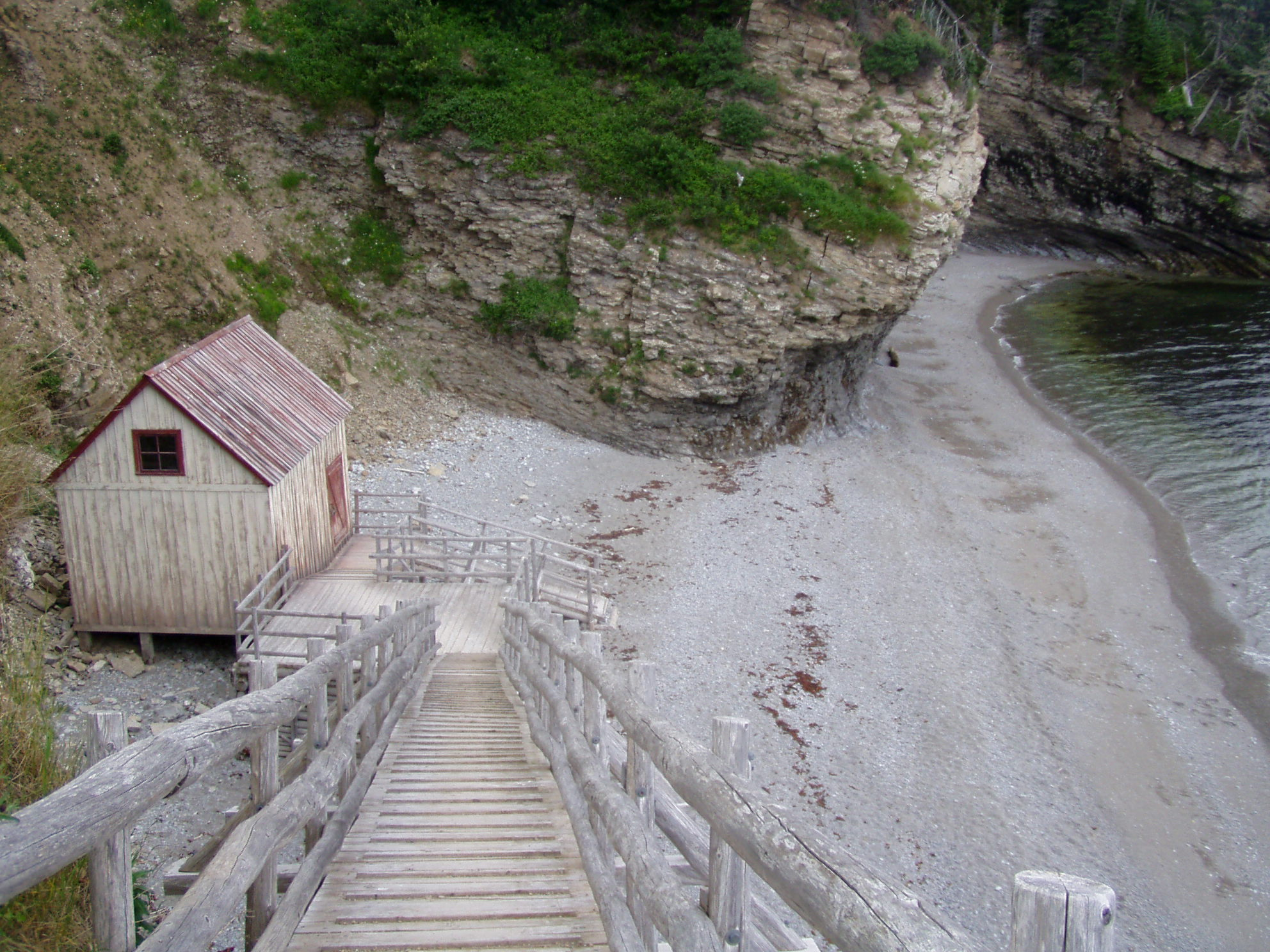
Reproduction d'une installation traditionnelle de pêche à la morue, recréée pour la série télévisée « L'ombre de l'épervier ».
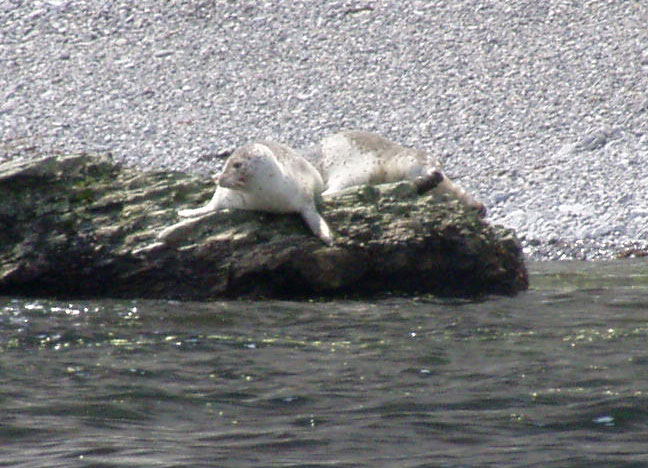
Phoque commun (Phoca vitulina) près de Cap Gaspé
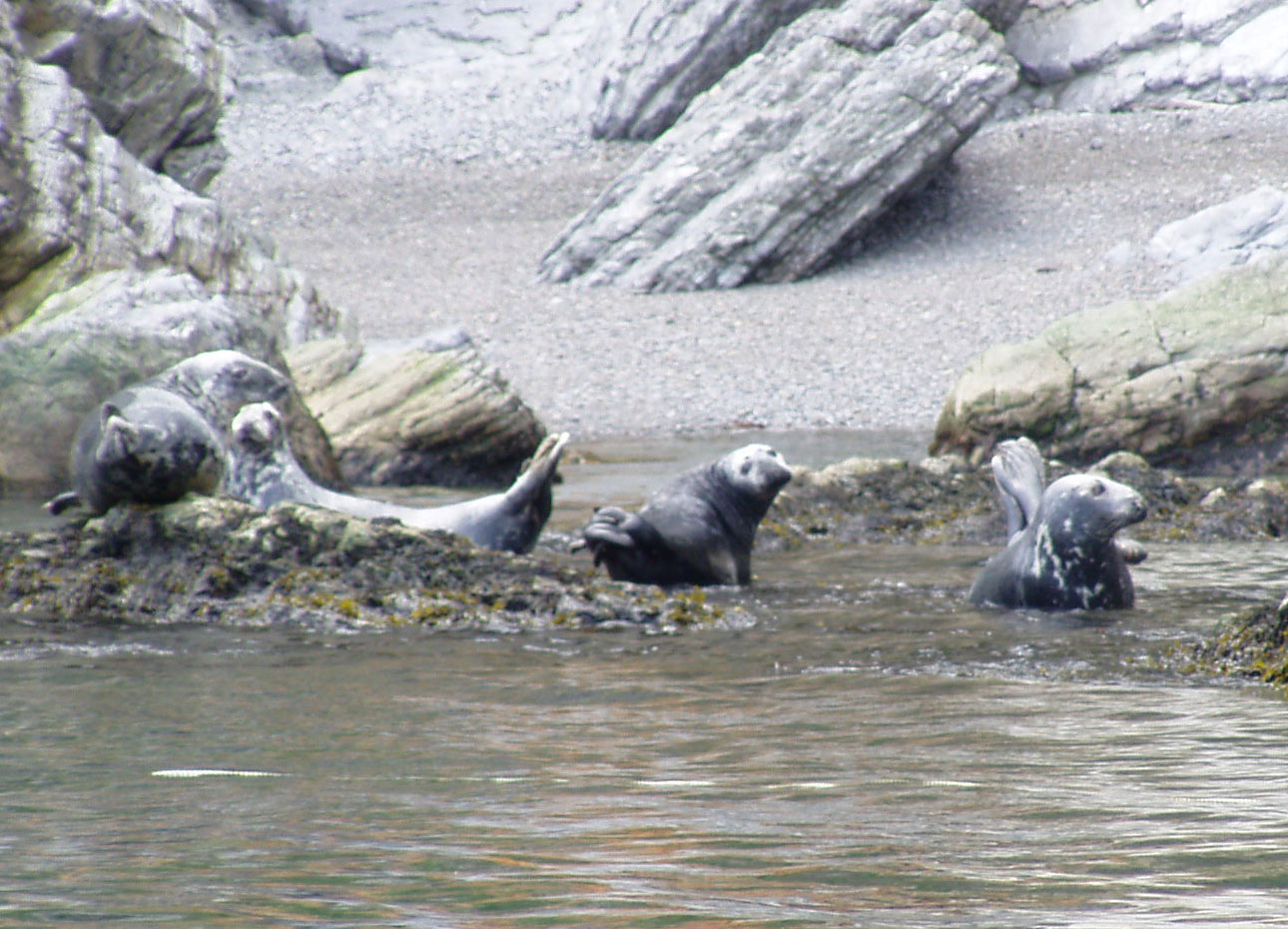
Phoques gris (Halichoerus grypus) près de Cap Bon-Ami